# سویوق‌بولاق (گدابیگ)
سویوق‌بولاق (به لاتین: Soyuqbulaq) یک منطقه مسکونی در جمهوری آذربایجان است که در شهرستان گدابیگ واقع شده است. سویوق‌بولاق ۵۵۳ نفر جمعیت دارد.